# 拓跋俟
拓跋俟，北魏追尊的第八位始祖。為索頭部鮮卑族領袖，在位期間不詳，北魏道武帝拓跋珪稱帝時，追諡其為元皇帝。
其事蹟不詳，僅《魏書·序記》記載其名，有研究認為，拓跋珪追尊的早期始祖，單名者大多為杜撰。
| 前任： 景帝拓跋利 | 北魏追尊先祖 索頭部鮮卑首領 | 繼任： 和帝拓跋肆 |